# Julia Stusek
Julia Stusek (* 30. Juni 2008 in Rheinfelden) ist eine deutsche Tennisspielerin.

## Karriere
Stusek spielt bislang vor allem auf der ITF Junior Tour und gehört seit 2022 zum Porsche Junior Team Deutschland.
2018 gewann Stusek das Nationale Deutsche Tennis-Jüngstenturnier in der Konkurrenz Juniorinnen U10. 2019 gewann Stusek das Nationale Jüngtenturnier beim TC BW Dresden in der Altersklasse U11. Im September 2020 wurde Stusek Baden-Württembergische Jugendmeisterin der U14. Im November 2021 gewann Stusek ihr erstes Turnier auf der ITF-Juniors-Tour beim ITF-J5.
Ende Januar 2022 gewann Stusek das Les Petits As in Tarbes der U14. Im Februar 2022 wurde Stusek Badische Meisterin bei den Damen. Anfang September 2022 gewann Stusek den Titel im Dameneinzel beim 38. Inntal-Tennis-Turnier. Anfang Oktober gewann Stusek das ITF-J3-Turnier auf der ITF World Juniors Tour im österreichischen Baden. Ende Oktober 2022 startete Stusek mit einer Wildcard in der Qualifikation des Hamburg Ladies and Gents Cup, einem mit 60.000 US-Dollar dotierten Turnier der ITF Women’s World Tennis Tour 2022, wo sie sich mit Siegen über Oana Gavrilă und Eszter Méri für das Hauptfeld qualifizierte. Dort gewann sie ihr Erstrundenmatch klar mit 6:2 und 6:0 gegen Arina Gabriela Vasilescu, verlor aber dann in der zweiten Runde gegen die mit einer Wildcard für das Hauptfeld gestartete Ella Seidel mit 6:2, 3:6 und 4:6.
Bei den Australian Open 2024 erreichte Stusek mit ihrer tschechischen Partnerin Julie Paštiková das Finale im Juniorinnendoppel, wo man dem US-amerikanischen Duo Tyra Caterina Grant und Iva Jovic mit 3:6 und 1:6 unterlag. Bei den folgenden French Open war für Stusek und Paštiková im Viertelfinale Schluss.
Stusek spielt für den Heidelberger Tennisclub 1890 e. V. In der Schweizer Liga spielte sie 2021 und 2022 hinter Martina Hingis im Team des TC Zug. Stusek wird bereits in der Datenbank des Tennis Recruiting Network der US-amerikanischen Colleges geführt.

## Abschneiden bei Grand-Slam-Turnieren

### Juniorinneneinzel
| Turnier         | 2024 | 2025 | Karriere |
| --------------- | ---- | ---- | -------- |
| Australian Open | 1    | AF   | AF       |
| French Open     | 1    | VF   | VF       |
| Wimbledon       | 2    | 2    | 2        |
| US Open         | 1    |      | 1        |

Zeichenerklärung: S = Turniersieg; F, HF, VF, AF = Einzug ins Finale / Halbfinale / Viertelfinale / Achtelfinale; 1, 2, 3 = Ausscheiden in der 1. / 2. / 3. Hauptrunde; nicht ausgetragen

### Juniorinnendoppel
| Turnier         | 2024 | 2025 | Karriere |
| --------------- | ---- | ---- | -------- |
| Australian Open | F    | VF   | F        |
| French Open     | VF   | 1    | VF       |
| Wimbledon       | HF   | HF   | HF       |
| US Open         | F    |      | F        |

## Persönliches
Julia Stusek ist die Tochter der ehemaligen WTA-Tennisspielerin Petra Holubová und Tomas Stusek. Außerdem hat sie einen Bruder namens Jonas Stusek. Sie besucht ein Privatgymnasium in Mannheim. Sie trainiert die meiste Zeit im Tenniscenter Trimbach bei Olten, wo ihr Vater als Tennistrainer tätig ist.